# Пурпурна нектарница
Пурпурна нектарница (Cinnyris asiaticus) е вид птица от семейство Nectariniidae.

## Разпространение
Видът е разпространен широко от Западна Азия през Индийския субконтинент до Югоизточна Азия.